# Cartaxo
Cartaxo és un municipi portuguès, situat al districte de Santarém, a la regió d'Alentejo i a la subregió de Lezíria do Tejo. L'any 2006 tenia 24.840 habitants. Limita al nord amb Santarém, a l'est amb Almeirim, al sud-est amb Salvaterra de Magos i a l'oest amb Azambuja.

## Població
| Població del concelho de Cartaxo (1849 – 2004) | Població del concelho de Cartaxo (1849 – 2004) | Població del concelho de Cartaxo (1849 – 2004) | Població del concelho de Cartaxo (1849 – 2004) | Població del concelho de Cartaxo (1849 – 2004) | Població del concelho de Cartaxo (1849 – 2004) | Població del concelho de Cartaxo (1849 – 2004) | Població del concelho de Cartaxo (1849 – 2004) |
| ---------------------------------------------- | ---------------------------------------------- | ---------------------------------------------- | ---------------------------------------------- | ---------------------------------------------- | ---------------------------------------------- | ---------------------------------------------- | ---------------------------------------------- |
| 1849                                           | 1900                                           | 1930                                           | 1960                                           | 1981                                           | 1991                                           | 2001                                           | 2004                                           |
| 7520                                           | 14373                                          | 18270                                          | 19939                                          | 22581                                          | 22268                                          | 23389                                          | 24465                                          |

## Divisió administrativa
| Freguesia           | Àrea   | Població | Mapa              |
| ------------------- | ------ | -------- | ----------------- |
| Cartaxo             | 10.092 | 19,0 km² | Mapa del Concelho |
| Ereira              | 632    | 5,8 km²  | Mapa del Concelho |
| Lapa                | 1.223  | 6,5 km²  | Mapa del Concelho |
| Pontével            | 4.424  | 29,0 km² | Mapa del Concelho |
| Valada              | 878    | 40,9 km² | Mapa del Concelho |
| Vale da Pedra       | 1.723  | 13,3 km² | Mapa del Concelho |
| Vale da Pinta       | 1.415  | 8,9 km²  | Mapa del Concelho |
| Vila Chã de Ourique | 2.942  | 33,2 km² | Mapa del Concelho |